# 笹原田站

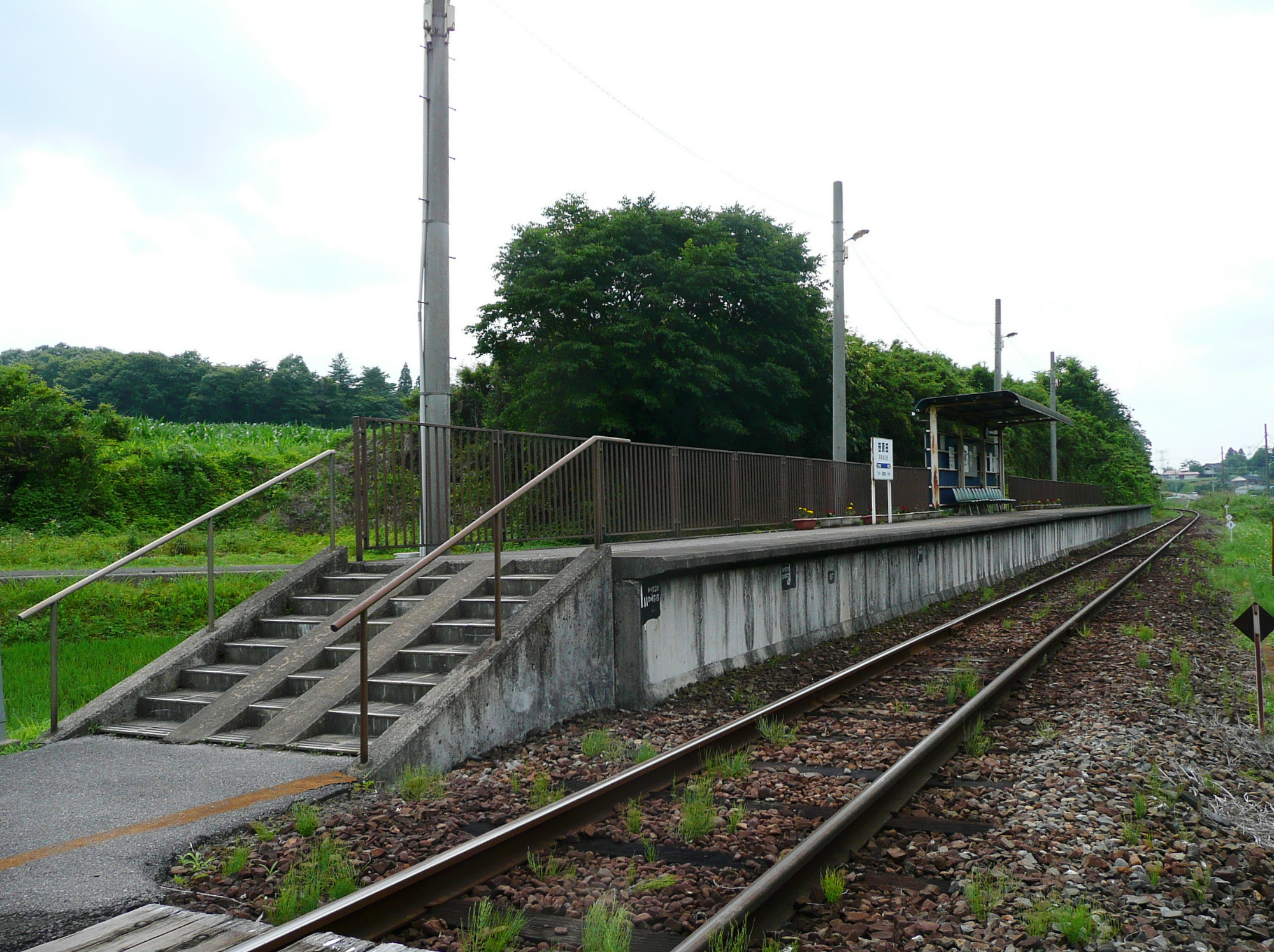
車站全景（2008年6月）

笹原田站（日语：／ Sasaharada eki */?）是位於栃木縣芳賀郡市貝町笹原田，屬於真岡鐵道的真岡線車站。

## 歷史
- 1992年（平成4年）3月14日 - 車站啟用[1]。

## 車站構造
此站是地面車站與無人車站，並設有1面1線的單式月台。

## 使用狀況
以下為近年乘車人次變化。此站是所有真岡鐵道車站中最少人使用。
| 乘車人員變化 | 乘車人員變化 |
| 年度         | 1日平均人次  |
| ------------ | ------------ |
| 2007         | 3            |
| 2008         | 4            |
| 2009         | 7            |
| 2010         | 4            |
| 2011         | 2            |
| 2012         | 2            |
| 2013         | 2            |
| 2014         | 4            |
| 2015         | 3            |
| 2016         | 7            |
| 2017         | 2            |
| 2018         | 2            |

## 車站周邊
車站附近只有少量住宅。
- 栃木縣道69號宇都宮茂木線（日语：栃木県道69号宇都宮茂木線）
- 「光明地口」巴士站
- 熊野神社
- 關東國際鄉村俱樂部
- 市貝鄉村俱樂部

## 相鄰車站
真岡鐵道
真岡線
市塙－笹原田－天矢場

## 注腳
1. 1 2  曾根悟（監修）. 朝日新聞出版分冊百科編集部（編集） , 编. . 週刊朝日百科. 21号 関東鉄道・真岡鐵道・首都圏新都市鉄道・流鉄. 朝日新聞出版. 2011-08-07: 19 （日语）.
2. ↑  真岡市統計書

## 外部連結
- 笹原田站 （页面存档备份，存于）（日語） - 真岡鐵道官方網站